# 4-MeO-DMT
4-Metoksi-N, N-dimetiltriptamin (4-MeO-DMT), je triptaminski derivat koji deluje u životinjskim modelima na sličan način sa srodnim halucinogenim triptaminskim lekovima, mada sa znatno nižom potencijom od 5-MeO-DMT i 4-hidroksi-DMT (psilocina). Homolog dužeg lanca 4-MeO-DET nije aktivan kod ljudi u dozama do 30 mg oralno ili pušenjem. Klinička ispitivanja su pokazala da je njegov izomer 4-MeO-MiPT aktivan u maloj meri.